# Бурдюг Андрій Миколайович
Андрій Миколайович Бурдюг (нар. 29 грудня 1988, Суми, УРСР) — український футболіст та футзаліст, польовий гравець польського футзального клубу «Ред Девілс» (Хойніце).

## Життєпис
Народився в Сумах, вихованець місцевого ФЦ «Барса», у футболці якого з 2001 по 2005 рік виступав у ДЮФЛУ. Дорослу кар'єру розпочав 2006 року в складі футзального клубу СумДУ, у складі якого виступав у студентському чемпіонаті України. У футболці харківського «Моноліта» та луганського ЛТК в сезоні 2011/12 років виступав у Екстра-лізі України. Виступав за молодіжну збірну України з футзалу, студентський віце-чемпіон Європи. У сезоні 2018/19 року став найкращим бомбардиром клубу «Ред Девілс» (Хойніце) в польській Екстраклясі. У наступному сезоні допоміг клубу СумДУ посісти 7-ме місце в Екстра-лізі України, після чого повернувся до «Ред Девілс» (Хойніце).
Окрім футзалу грав також і за футбольні клуби. З 2010 по 2020 рік виступав у чемпіонаті Сумської області за команди «Динамо-Полісся» (Суми), «Шахтар» (Конотоп), «Барса» (Суми), «Велетень» (Глухів), «Кролевець», «Суми» та «Колос» (Северинівка).